# The Schizophrenia of Modern Ethical Theories
The Schizophrenia of Modern Ethical Théories (1976) est un article de Michael Stocker paru en 1976 dans The Journal of Philosophy, vol. 73, no 14, On Motives and Morals (12 août 1976), pp. 453-466. La thèse centrale de cet article est que certaines théories éthiques modernes ne parviennent pas à rendre compte des motifs dans leurs théories, produisant une sorte de schizophrénie parce que l'agent est incapable d'utiliser ses raisons ou ses motifs comme base de ses actes. Selon Stocker, le motif est important en éthique et doit être considéré comme tel plutôt que seulement « devoir, justesse et obligation » qui, selon lui, sont les principaux axes des théories actuelles. Stocker estime que cette orientation n'est pas compatible avec les motivations nécessaires pour des biens tels que l'amour et l'amitié.
Stocker utilise l'exemple d'un ami vous rend visite à l'hôpital. Cela est agréable au premier abord mais l'ami révèle qu'il a choisi de passer du temps avec vous non parce qu'il se préoccupe de vous en particulier mais parce qu'il a senti qu'il en allait de son devoir moral. Dans ce cas, nous sentons que quelque chose manque dans cette action, nous préférerions de beaucoup être visité par quelqu'un qui se soucie de nous directement et pas seulement de son devoir.

## Source de la traduction
- (en) Cet article est partiellement ou en totalité issu de l’article de Wikipédia en anglais intitulé « The Schizophrenia of Modern Ethical Theories » (voir la liste des auteurs).